# Polow da Don
Polow da Don, właściwie Polow-Freache Jamal Fincher Jones (ur. 15 października 1978 w Clearwater w stanie Floryda) – amerykański producent muzyczny, piosenkarz R&B, raper i autor tekstów. W latach 2005–2006 wyprodukował wiele utworów dla takich wykonawców jak: Ludacris, Will Smith, Chris Brown, Ciara, Kelly Rowland, 50 Cent, Young Buck, Kelis, Nas, Nelly, Usher, Mario.

## Życiorys
Polow urodził się w Atlancie w stanie Georgia. Jako nastolatek w latach 90. był fanem grup: UGK, Geto Boys, 8Ball & MJG. Jego młodsza siostra Karesha nauczyła go gry na keyboardzie i używania MPC. Polow grał w football i koszykówkę w Mount Vernon Christian Academy. Uczęszczał również do Morehouse College, gdzie założył zespół Jim Crow, który przyczynił się podpisania umowy z Sony Records w 1999 roku. Grupa wydała dwa albumy Crow's Nest (1999), Right Quick (2001). Tego samego roku podpisał kontrakt z wytwórnią Interscope Records i rozpoczął karierę producenta muzycznego.